# Anneliese Strenger
Anneliese Strenger (* 8. November 1913 in Melk; † 6. April 1984 in Wien) war eine österreichische Zoologin und Anatomin (Hochschullehrerin).

## Leben
Anneliese Strenger begann 1932 ihr Studium an der Philosophischen Fakultät der Universität Wien und legte 1937 die Lehramtsprüfung für Mittelschulen im Hauptfach Naturgeschichte (mit Nebenfach Physik) ab. Neben dem anschließenden Probejahr an der Mädchen-Mittelschule Wien I (Wallnerstraße) widmete sie sich ihrer Doktorarbeit, die sie 1935 am I. Zoologischen Institut unter der Leitung von Jan Versluys übernommen hatte. Der Initiator und Betreuer ihrer Dissertation am Orthopteren-Kopf war Dozent Wilhelm Kühnelt. 1939 fand das Rigorosum (in Zoologie als Hauptfach und Botanik) statt.
Bis 1941 arbeitete Strenger dann kriegsbedingt als „Studienassessor“ an der Staatlichen Wirtschaftsschule Wien XIII (Wenzgasse – wo sie 1932 im Realgymnasium 13 auch maturiert hatte). Wenig später bekam sie die Möglichkeit, unter dem nach Wien berufenen Insektenmorphologen Hermann Weber am damals vereinheitlichten Zoologischen Institut zu arbeiten. 1942 erhielt sie eine Assistentenstelle, wurde 1945 in den Bundesdienst übernommen und der bestehenden Morphologischen Abteilung zugeordnet. Die Venia legendi erhielt Anneliese Strenger 1952 für Zoologie mit besonderer Berücksichtigung der Vergleichenden Anatomie. Seit der 1953 erneut durchgeführten Teilung in zwei Institute war Strenger dann Angehörige des I. Zoologischen Instituts unter der Leitung von Wilhelm Marinelli. Neben den Vorlesungen aus ihrem Habilitationsfach hielt sie ab 1954 (bis 1974) eine vierstündige Vorlesung „Somatologie“ (also menschliche Anatomie) für Nichtmediziner wie Psychologen und die Biologie-Lehramtskandidaten. (In der Zeit von 1946 bis 1953 war sie auch in der Wiener Volksbildung, am „Institut für Wissenschaft und Kunst“, tätig.)
1961 erhielt sie den Titel eines "außerordentlichen Universitätsprofessors", und zum Extraordinarius neuen Typs wurde sie 1973 (nach dem Tode Marinellis) bestellt. Seit dieser Zeit leitete sie die Abteilung für „Vergleichende Anatomie und Morphologie“. 1978 wurde sie – als Höhepunkt ihrer wissenschaftlichen Laufbahn – zum ersten weiblichen Vorstand des Instituts für Zoologie gewählt. 1979 trat sie offiziell in den Ruhestand, blieb aber bis zu ihrem Tode durch Lehrverpflichtungen dem Institut verbunden.

## Leistungen
Strengers wissenschaftlicher Werdegang war geprägt durch die Begegnungen mit führenden Morphologen und Anatomen wie Jan Versluys, Hermann Weber und Wilhelm Marinelli, mit dem sie vier Teile der „Vergleichenden Anatomie und Morphologie der Wirbeltiere“ (1953–74) herausbrachte. Ihre Forschungsschwerpunkte lagen in vergleichend anatomischen und funktionsmorphologischen Studien an Insekten (doch hat sie über Insekten-Morphologie leider nie Vorlesungen gehalten) und Vertebraten, aber auch Echinodermen und Tunikaten. Fast sämtliche Illustrationen ihrer Publikationen wurden in langjähriger Zusammenarbeit von der weltweit anerkannten Instituts-Graphikerin Maria-Mizzaro-Wimmer ausgeführt, so z. B. auch die Stachelhäuter und Manteltiere in Rupert Riedls Adria-Führer.
Infolge des Kriegseinsatzes einiger Lehrkräfte war sie (gemeinsam mit ihrer Kollegin Gertrud Pleskot) bereits während des Krieges und nach 1945 (unter Leitung Otto Storchs) mit großem Engagement an der Abhaltung und dem Wiederaufbau der zoologischen Lehrveranstaltungen in einem dann weitgehend zerstörten Institut beteiligt. Es gelang ihr, insbesondere die anerkannte Wiener Tradition der durch Carl Brühl, J. Versluys und W. Marinelli repräsentierten Vergleichenden Anatomie erfolgreich fortzusetzen bzw. mitzugestalten und junge, talentierte Kollegen zu motivieren. Die einschlägige Literatur wurde in anschaulichen Skripten für Vorlesungen und Praktika zusammengefasst. Zur Bereicherung der Kenntnisse der Formenvielfalt wurde 1953 der Marinbiologische Kurs in Rovinj (Kroatien) eingeführt, in welchem die jungen Zoologen Gelegenheit fanden, sich zu spezialisieren. Ebenso blieb der embryologische Kurs am Bundesinstitut für Fischereiwirtschaft in Scharfling am Mondsee eine bewährte Einrichtung, die ihr am Herzen lag.
Neben dem Einsatz ihrer resoluten Persönlichkeit für einen reibungslosen Institutsbetrieb widmete sie sich mit gleicher Intensität dem Wohle ihrer Eltern (mit Familiensitz in Purkersdorf). Als Lebensinhalt blieben jedoch immer das Institut und natürlich besonders ihre Dissertanten im Vordergrund, die sie mit mütterlicher Hingabe betreute. Sie hatte auf ihre Weise etwas Maria-Theresienhaftes, kaum jemand konnte sich ihrer dominanten Ausstrahlung entziehen. Anlässlich der (posthumen) Publikation der Lieferung „Acipenser“ der erwähnten „Vergleichenden Anatomie“ (1974) hatte sie angekündigt, das Werk wie geplant fortzusetzen – und sie hatte als penible, an Insekten und Wirbeltieren geschulte Anatomin beste Voraussetzungen dazu; dennoch musste sie gestehen, für die Textgestaltung über die geistige Kapazität eines Marinelli nicht zu verfügen. So blieb die versprochene Fortsetzung („Zander“) liegen – was sie zweifellos betrübte.
Vielleicht auch hat sie, wie damals noch üblich, die Gefährlichkeit des Umgangs mit dem Konservierungsmittel Formol unterschätzt, dem sie ja als Präparatorin Marinellis jahrelang ausgesetzt gewesen war – sie erkrankte etwa zur Zeit ihrer Emeritierung an Krebs. Sie erlebte 1982 noch den Umzug des wiedervereinigten Zoologischen Instituts aus der Universität am Ring in das neuerbaute Biologiezentrum in der Althanstraße (Wien 9). Sie starb, gerade als sie sich aufgerafft und vorgenommen hatte, „nach längerer Krankheit“ ihre Tätigkeit im Institut endlich wieder aufzunehmen.
Nach Anneliese Strenger sind die Krabbengattung Strengeriana und Neostrengeria benannt.

## Publikationen (Auszug)
- Die geschichtliche Entwicklung des Kraftbegriffes in der Physik. 1936.
- Funktionelle Analyse des Orthopterenkopfes. Dissertation Universität Wien, 1939.
- Funktionsstudie des Kopfes von Forficula auricularia. In: Zool. Jbr Anat. 70, 1950, S. 557–575.
- Ein Beitrag zur Biologie von 'Forficula auricularia'. In: Österr. Zool. Z. 2, 1950, S. 624–638.
- Die funktionelle und morphologische Bedeutung der Nähte am Insektenkopf. In: Zool. Jbr Anat. 72, 1952, S. 469–521.
- mit Wilhelm Marinelli: Vergleichende Anatomie und Morphologie der Wirbeltiere. Einleitung (1953) und Lampetra fluviatilis L. Band 1, Lfg. 1. Deuticke, Wien 1954.
- mit Wilhelm Marinelli: Vergleichende Anatomie und Morphologie der Wirbeltiere, Band 1. Myxine glutinosa L. Lfg. 2. Deuticke, Wien 1956.
- Tunicata. Acrania. In: Handbuch der Biologie. Band 6, 1958, S. 439–478.
- mit Wilhelm Marinelli: Vergleichende Anatomie und Morphologie der Wirbeltiere. Squalus acanthias L., Superklasse: Gnathostomata (Kiefermäuler). Klasse: Chondrichthyes (Knorpelfische). Band 1, Lfg. 3. Deuticke, Wien 1959.
- Cyclostomata. In: Handbuch der Biologie. Band 6, 1961, S. 479–514.
- Die Haut der Echinodermata, Hemichordata und Chaetognatha. In: Studium generale. 17, 1964, S. 143–161.
- Zur Kopfmorphologie der Ephemeridenlarven: Palingenia longicauda. In: Zoologica. (Stuttgart) 117, 1970, S. 1–26.
- mit Wilhelm Marinelli: Vergleichende Anatomie und Morphologie der Wirbeltiere. Acipenser ruthenus L., Superklasse: Gnathostomata (Kiefermäuler). Klasse; Osteichthyes (Knochen- bzw. Kiemendeckelfische). Band 1, Lfg. 4. Franz Deuticke, Wien 1973.
- ‘Sphaerechinus granularis’: Violetter Seeigel. Anleitung zur makroskopischen und mikroskopischen Untersuchung. In: Großes Zool. Praktikum. 18 e. Fischer, Stuttgart 1973.
- Die Mandibelgestalt der Ephemeridenlarven als funktionsmorphologisches Problem. In: Verh. Dt. Zool. Ges. 66, 1973, 75–79.
- Zur Ernährungsbiologie der Larve von 'Ctenocephalides felis'. In: Zoologische Jahrbücher. Abteilung für Systematik, Geographie und Biologie der Tiere. (Zool. Jb. Syst.) Band 100, 1973, G. Fischer, Jena/Stuttgart u. a., ISSN 0044-5193, S. 64–80.
- : Zur Kopfmorphologie der Ephemeridenlarven: 'Ephemera danica'. In: Zoologica. (Stuttgart) 123, 1975, 1975, S. 1–22.
- ‘Arixenia esau.’ J., kein Parasit – eine funktionsmorphologische Studie. In: Zool. Anz. (Jena) 199, 1977, S. 99–106.
- Zur Kopfmorphologie der Ephemeridenlarven: 'Proboscidiplocia skorai'. In: Zoologica. (Stuttgart) 127, 1977, S. 1–18.
- mit H. Splechtna: Zum Auftreten und zur Ernährung von 'Echinus melo'. Lam. In: Zool. Anz. (Jena) 200, 1978, S. 374–378.

## Belege und Anmerkungen
1. ↑  Pers. Mitt. 1974.
2. ↑  Auch der Nachfolger im Amt, Heinz Splechtna (1933–1996), seit Jahren bei den Präparationen mitwirkend, starb 63-jährig an Krebs.
3. ↑  Gerhard Pretzmann: Fortschritte in der Klassifizierung der Pseudothelphusidae. Sitzungsberichte der Akademie der Wissenschaften, mathematisch-naturwissenschaftliche Klasse, 179, 1971, S. 15–24.

| Personendaten    | Personendaten                                             |
| ---------------- | --------------------------------------------------------- |
| NAME             | Strenger, Anneliese                                       |
| KURZBESCHREIBUNG | österreichische Zoologin und Anatomin (Hochschullehrerin) |
| GEBURTSDATUM     | 8. November 1913                                          |
| GEBURTSORT       | Melk                                                      |
| STERBEDATUM      | 6. April 1984                                             |
| STERBEORT        | Wien                                                      |